# Вторая лига Украины по футболу 2012/2013
21-й Чемпионат Украины по футболу среди представителей Второй лиги стартовал 13 июля 2012 года и завершится 16 июня 2013 года стыковыми матчами за звание чемпиона Второй лиги и места в Первой лиге.

## Новый регламент
Чемпионат Украины по футболу во второй лиге 2012/2013 проводится в два этапа. На первом этапе команды, разделённые на две группы (А и Б), проводили турнир в два круга по круговой системе. По итогам первого этапа проводилось разделение команд в каждой из групп: в группы 1 и 2 вошли команды, занявшие места с первого по шестое в турнирной таблице групп А и Б соответственно, в группы 3 и 4 вошли команды, занявшие места с седьмого и ниже в турнирной таблице групп А и Б соответственно. Ко второму этапу чемпионата команды перешли со всеми очками, набранными на первом этапе.
На втором этапе команды, разделенные на четыре группы, проводили турнир в два круга по круговой системе. Места команд на втором этапе определялись по сумме очков, набранных в течение первого и второго этапов чемпионата.
Победители групп 1 и 2 повышались в классе. Команды, которые по итогам второго этапа занимали вторые места в группах 1 и 2, участвовали в стыковых матчах за право играть в Первой лиге с командами, занявшими 15-е и 16-е места в Первой лиге. Последние четыре команды из групп 3 и 4 выбывали из соревнований.
Для определения чемпиона второй лиги проводились дополнительные матчи между командами-победительницами групп 1 и 2. Победитель определяется по сумме двух матчей. Бронзовыми призерами Второй лиги стали команды, занявшие вторые места в группах 1 и 2.

## Первый этап

### Группа «А»

#### Турнирная таблица
|    | Команда   | И  | В  | Н | П  | МЗ | МП | О  | Примечания           |
| -- | --------- | -- | -- | - | -- | -- | -- | -- | -------------------- |
| 1  | Десна     | 20 | 14 | 6 | 0  | 35 | 12 | 48 | Переходит в группу 1 |
| 2  | Нива      | 20 | 11 | 5 | 4  | 29 | 17 | 38 | Переходит в группу 1 |
| 3  | Тернополь | 20 | 11 | 2 | 7  | 31 | 20 | 35 | Переходит в группу 1 |
| 4  | Славутич  | 20 | 10 | 4 | 6  | 26 | 18 | 34 | Переходит в группу 1 |
| 5  | Скала     | 20 | 9  | 6 | 5  | 19 | 15 | 33 | Переходит в группу 1 |
| 6  | Реал Фарм | 20 | 8  | 6 | 6  | 23 | 25 | 30 | Переходит в группу 1 |
| 7  | Кристалл  | 20 | 6  | 2 | 12 | 23 | 31 | 20 | Переходит в группу 3 |
| 8  | Еднисть   | 20 | 5  | 5 | 10 | 17 | 30 | 20 | Снялась с Чемпионата |
| 9  | Оболонь-2 | 20 | 5  | 3 | 12 | 21 | 30 | 18 | Снялась с Чемпионата |
| 10 | Динамо    | 20 | 4  | 5 | 11 | 12 | 22 | 17 | Переходит в группу 3 |
| 11 | СКА       | 20 | 4  | 2 | 14 | 17 | 33 | 14 | Снялась с Чемпионата |

### Группа «Б»

#### Турнирная таблица
|    | Команда            | И  | В  | Н  | П  | МЗ | МП | О  | Примечания           |
| -- | ------------------ | -- | -- | -- | -- | -- | -- | -- | -------------------- |
| 1  | УкрАгроКом         | 24 | 15 | 5  | 4  | 38 | 17 | 50 | Переходит в группу 2 |
| 2  | Шахтёр-3           | 24 | 15 | 3  | 6  | 57 | 22 | 48 | Переходит в группу 2 |
| 3  | Шахтёр             | 24 | 13 | 6  | 5  | 33 | 18 | 45 | Переходит в группу 2 |
| 4  | Полтава-2-Карловка | 24 | 11 | 11 | 2  | 29 | 15 | 44 | Переходит в группу 2 |
| 5  | Кремень            | 24 | 12 | 7  | 5  | 39 | 21 | 43 | Переходит в группу 2 |
| 6  | Мир                | 24 | 13 | 3  | 8  | 37 | 33 | 42 | Переходит в группу 2 |
| 7  | Горняк             | 24 | 10 | 7  | 7  | 35 | 26 | 37 | Переходит в группу 4 |
| 8  | Сталь              | 24 | 10 | 3  | 11 | 47 | 30 | 33 | Переходит в группу 4 |
| 9  | Севастополь-2      | 24 | 7  | 2  | 15 | 25 | 44 | 23 | Переходит в группу 4 |
| 10 | Энергия            | 24 | 5  | 6  | 13 | 25 | 50 | 21 | Переходит в группу 3 |
| 11 | Горняк-Спорт       | 24 | 5  | 3  | 16 | 25 | 50 | 18 | Переходит в группу 4 |
| 12 | Макеевуголь        | 24 | 5  | 2  | 17 | 21 | 58 | 17 | Переходит в группу 4 |
| 13 | Жемчужина          | 24 | 4  | 4  | 16 | 21 | 48 | 13 | Переходит в группу 3 |

## Второй этап
На втором этапе команды делятся на четыре группы по итогам первого этапа и проводят турнир в два круга по круговой системе.
Команды «Еднисть», «Оболонь-2» и «СКА» снялись после первого этапа, и в группе 3 осталось две команды, поэтому формат соревнований был изменен. Согласно решению Исполкома ФФУ № 2 от 3 апреля 2013 команды «Энергия» и «Жемчужина» переведены из группы 4 к группе 3. Также были внесены изменения в Регламент соревнований, согласно которым очки, набранные на первом этапе командами группы 3, не учитываются, а места будут определяться по сумме очков, набранных только на втором этапе. Команды группы 1, 2 и 4 переходят ко второму этапу чемпионата со всеми очками, набранными на первом этапе. Также приостановлено действие пункта 17 статьи 13 о вылете команд из второй лиги.

### Группа 1

#### Турнирная таблица
|                  | Команда   | И  | В  | Н | П  | МЗ | МП | О  | Примечания                                       |
| ---------------- | --------- | -- | -- | - | -- | -- | -- | -- | ------------------------------------------------ |
| Чемпион          | Десна     | 30 | 20 | 9 | 1  | 55 | 22 | 69 | Выход в Первую лигу                              |
| Бронзовый призёр | Нива      | 30 | 16 | 9 | 5  | 47 | 22 | 57 | Участие в стыковых матчах за выход в Первую лигу |
| 3                | Славутич  | 30 | 15 | 7 | 8  | 47 | 28 | 52 | ▬ Вторая лига                                    |
| 4                | Тернополь | 30 | 15 | 4 | 11 | 43 | 34 | 49 | ▬ Вторая лига                                    |
| 5                | Скала     | 30 | 10 | 7 | 13 | 25 | 41 | 37 | ▬ Вторая лига                                    |
| 6                | Реал Фарм | 30 | 9  | 9 | 12 | 35 | 49 | 36 | ▬ Вторая лига                                    |

### Группа 2

#### Турнирная таблица
|                   | Команда            | И  | В  | Н  | П  | МЗ | МП | О  | Примечания                                       |
| ----------------- | ------------------ | -- | -- | -- | -- | -- | -- | -- | ------------------------------------------------ |
| Серебряный призёр | УкрАгроКом         | 34 | 20 | 7  | 7  | 51 | 25 | 67 | Выход в Первую лигу                              |
| Бронзовый призёр  | Шахтёр             | 34 | 19 | 9  | 6  | 47 | 26 | 66 | Участие в стыковых матчах за выход в Первую лигу |
| 3                 | Шахтёр-3           | 34 | 20 | 5  | 9  | 72 | 35 | 65 | ▬ Вторая лига                                    |
| 4                 | Полтава-2-Карловка | 34 | 13 | 16 | 5  | 41 | 27 | 55 | ▬ Вторая лига                                    |
| 5                 | Кремень            | 34 | 12 | 14 | 8  | 46 | 31 | 50 | ▬ Вторая лига                                    |
| 6                 | Мир                | 34 | 14 | 6  | 14 | 42 | 48 | 48 | ▬ Вторая лига                                    |

### Группа 3

#### Турнирная таблица
|   | Команда   | И | В | Н | П | МЗ | МП | О  | Примечания    |
| - | --------- | - | - | - | - | -- | -- | -- | ------------- |
| 1 | Энергия   | 6 | 6 | 0 | 0 | 14 | 3  | 18 | ▬ Вторая лига |
| 2 | Кристалл  | 6 | 4 | 0 | 2 | 10 | 13 | 7  | ▬ Вторая лига |
| 3 | Жемчужина | 6 | 1 | 1 | 4 | 5  | 10 | 4  | ▬ Вторая лига |
| 4 | Динамо    | 6 | 0 | 1 | 5 | 1  | 13 | 1  | ▬ Вторая лига |

### Группа 4

#### Турнирная таблица
|   | Команда       | И  | В  | Н | П  | МЗ | МП | О  | Примечания    |
| - | ------------- | -- | -- | - | -- | -- | -- | -- | ------------- |
| 1 | Горняк        | 32 | 14 | 8 | 10 | 49 | 37 | 50 | ▬ Вторая лига |
| 2 | Сталь         | 32 | 15 | 4 | 13 | 63 | 40 | 49 | ▬ Вторая лига |
| 3 | Горняк-Спорт  | 32 | 10 | 4 | 18 | 39 | 57 | 34 | ▬ Вторая лига |
| 4 | Макеевуголь   | 32 | 8  | 3 | 21 | 32 | 71 | 27 | ▬ Вторая лига |
| 5 | Севастополь-2 | 32 | 7  | 4 | 21 | 30 | 63 | 25 | ▬ Вторая лига |

## Матчи за титул чемпиона второй лиги 2012—2013
Победители каждой из групп встретятся для определения чемпиона Второй лиги в двух матчах, дома и на выезде.
Первый матч состоится 12 июня, ответный — 16 июня 2013 года.

### Первый матч
| Десна                                   | 2:0 | УкрАгроКом |
| --------------------------------------- | --- | ---------- |
| Пономаренко 32′ (авт.) · Чепурненко 90′ |     |            |

### Второй матч
| УкрАгроКом                             | 3:1 | Десна       |
| -------------------------------------- | --- | ----------- |
| Ломко 11′ · Грищенко 45′ · Радевич 46′ |     | Бовтрук 40′ |

Общий счёт 3-3. «Десна» выигрывает по голу на выезде.

## Стыковые матчи за места в Первой лиге

### Регламент
Вторые места групп 1 (Нива) и 2 (Шахтёр), встретятся в стыковых матчах с командами, занявшими 15 и 16 места в Первой лиге — Динамо-2 и ФК «Одесса» соответственно и сыграют между собой два матча — дома и на выезде. Первые матчи состоятся 12 июня, ответные — 16 июня 2013 года.

### Первые матчи
| Одесса | 0:2 | Нива                      |
| ------ | --- | ------------------------- |
|        |     | Баранец 16′ · Мельник 56′ |

| Шахтёр              | 1:1 | Динамо-2      |
| ------------------- | --- | ------------- |
| Коробкин 57′ (пен.) |     | Морозенко 72′ |

### Вторые матчи
| Нива                                                      | 4:1 | Одесса               |
| --------------------------------------------------------- | --- | -------------------- |
| Кикоть 26′ · Яворский 45+2′ · Данищук 52′ · Товкацкий 87′ |     | Балабанов 63′ (пен.) |

«Нива» выигрывает с общим счётом 6:1.
| Динамо-2      | 1:0 | Шахтёр |
| ------------- | --- | ------ |
| Морозенко 44′ |     |        |

«Динамо-2» выигрывает с общим счётом 2:1.

## Лауреаты сезона

### По версии football.ua
- Лучший игрок сезона:  Станислав Кулиш (Сталь Д)[5]

| Версия сборной сезона 2012/13 в группе А второй лиги - Позиция «Вратарь»: - № 1 — Василий Шпук (Скала) - № 2 — Андрей Новак (Нива) - Позиция «Правый защитник»: - № 1 — Игорь Гребинский (Нива) - № 2 — Вадим Жук (Десна) - Позиция «Центральный защитник»: - № 1 — Николай Лазорик (Нива) - № 2 — Вадим Мельник (Десна) - Позиция «Центральный защитник»: - № 1 — Олег Тарасенко (Славутич) - № 2 — Сергей Атласюк (Тернополь) - Позиция «Левый защитник»: - № 1 — Юрий Антонив (Скала) - № 2 — Егор Картушов (Десна) - Позиция «Центральный полузащитник»: - № 1 — Пётр Кондратюк (Десна) - № 2 — Андрей Кондзелка (Тернополь) - Позиция «Атакующий полузащитник»: - № 1 — Евгений Чепурненко (Десна) - № 2 — Владимир Прышнивский (Скала) - Позиция «Правый полузащитник»: - № 1 — Григорий Баранец (Нива) - № 2 — Ярослав Захаревич (Оболонь-2 — Славутич) - Позиция «Левый полузащитник»: - № 1 — Вадим Бовтрук (Десна) - № 2 — Игорь Мельник (Нива) - Позиция «Нападающий»: - № 1 — Богдан Семенец (Тернополь) - № 2 — Михаил Сергийчук (Славутич) - Позиция «Нападающий»: - № 1 — Василий Цюцюра (Скала) - № 2 — Василий Продан (Реал Фарм) | Версия сборной сезона 2012/13 в группе Б второй лиги - Позиция «Вратарь»: - № 1 — Игорь Витив (ФК Полтава-2-Карловка) - № 2 — Ярослав Швец (УкрАгроКом) - Позиция «Правый защитник»: - № 1 — Игорь Пащенко (Шахтёр С) - № 2 — Дмитрий Сартина (Шахтёр-3) - Позиция «Центральный защитник»: - № 1 — Сергей Пономаренко (УкрАгроКом) - № 2 — Сергей Шеремет (Шахтёр С) - Позиция «Центральный защитник»: - № 1 — Андрей Поляница (ФК Полтава-2-Карловка) - № 2 — Никита Русанов (Шахтёр-3) - Позиция «Левый защитник»: - № 1 — Александр Ломко (УкрАгроКом) - № 2 — Дмитрий Волошин (Кремень) - Позиция «Центральный полузащитник»: - № 1 — Александр Пономаренко (ФК Полтава-2-Карловка) - № 2 — Юрий Степанюк (УкрАгроКом) - Позиция «Атакующий полузащитник»: - № 1 — Сергей Болбат (Шахтёр-3) - № 2 — Александр Батраченко (УкрАгроКом) - Позиция «Правый полузащитник»: - № 1 — Игорь Бука (Горняк) - № 2 — Антон Котляр (Сталь Д) - Позиция «Левый полузащитник»: - № 1 — Андрей Бацула (Кремень) - № 2 — Денис Безбородько (Шахтёр-3) - Позиция «Нападающий»: - № 1 — Владислав Коробкин (Шахтёр С) - № 2 — Григорий Гаранян (Сталь Д — Горняк) - Позиция «Нападающий»: - № 1 — Станислав Кулиш (Сталь Д) - № 2 — Евгений Фальковский (УкрАгроКом) |